# Hyperietta stephenseni
Hyperietta stephenseni är en kräftdjursart som beskrevs av Bowman 1973. Hyperietta stephenseni ingår i släktet Hyperietta och familjen Lestrigonidae. Inga underarter finns listade i Catalogue of Life.